# Kuller

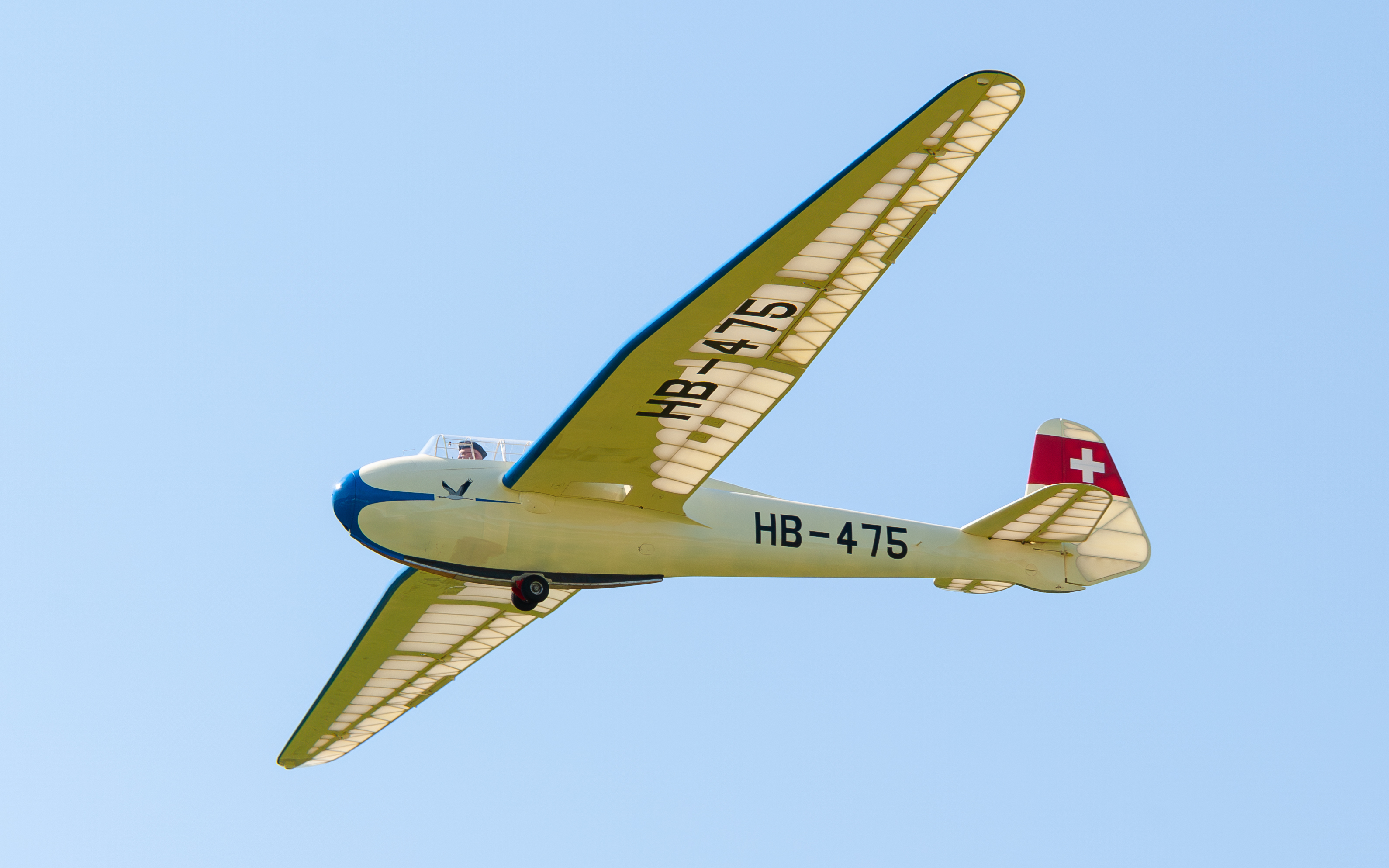
Kranich mit nicht abgeworfenem „Kuller“

Als Kuller oder Kullerchen werden in der Fliegersprache Rangier- und Transporthilfen für Flugzeuge bezeichnet. Ursprünglich eingesetzt wurden sie bei Segelflugzeugen früher Baujahre, welche lediglich über je eine Kufe als Haupt- und Sporn-"Fahrwerk" verfügten und bei denen deshalb ein Hilfsfahrwerk für den Bodentransport notwendig war. Verschiedene Typen (z. B. DFS Kranich II) verfügten über abwerfbare Kuller, die z. T. auch als Startfahrwerk verwendet werden konnten. Erst Mitte der 1950er Jahre setzte sich das heute übliche Zentralrad durch.
Über das Genus des Begriffes besteht im praktischen Sprachgebrauch keine Einigkeit: Das und der Kuller sind gleichermaßen verbreitet.

## Spornkuller

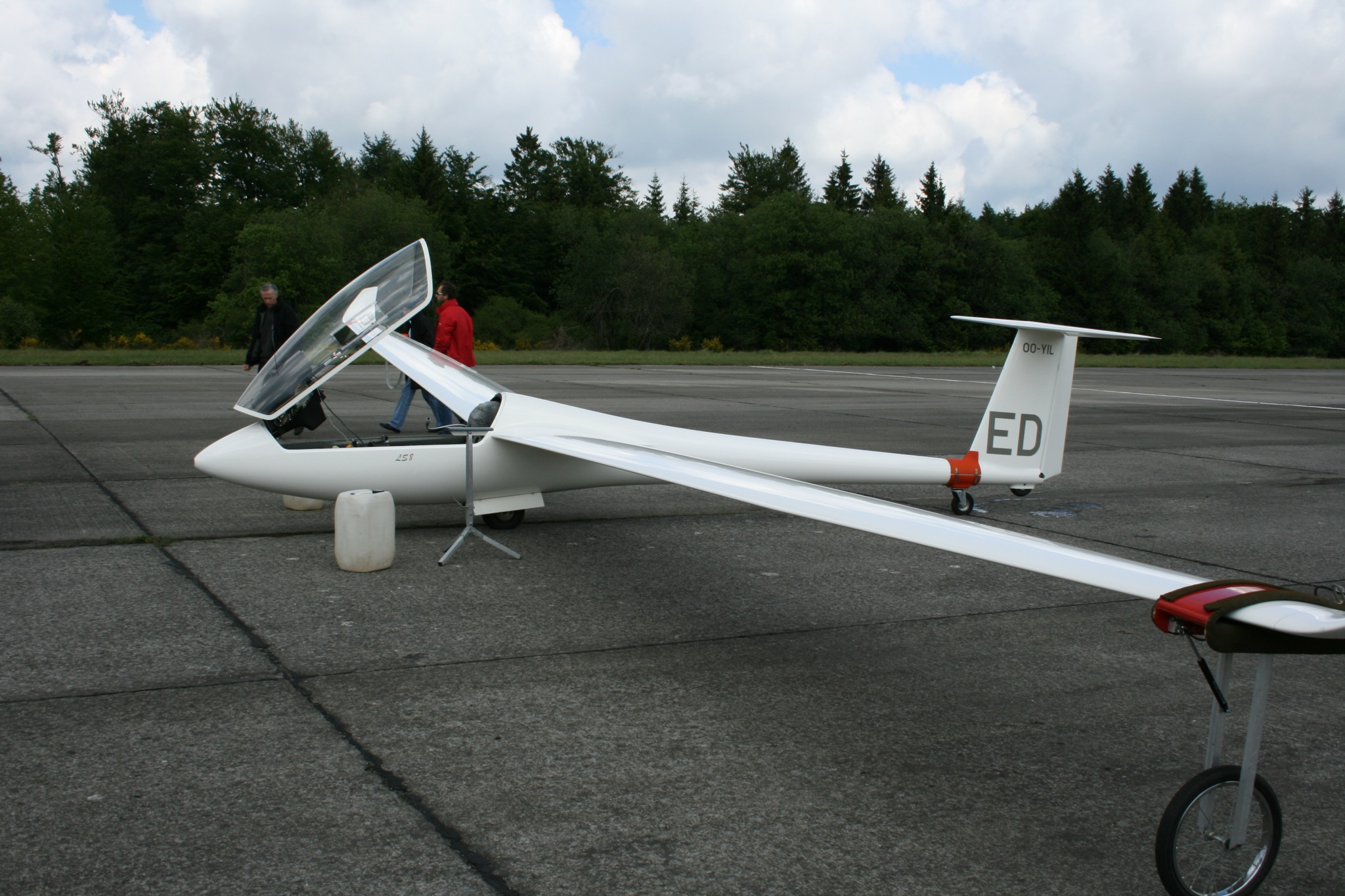
Rolladen Schneider LS8 mit Spornkuller und zusätzlichem Stützrad zum Transport ohne zusätzlichen „Mann an der Fläche“

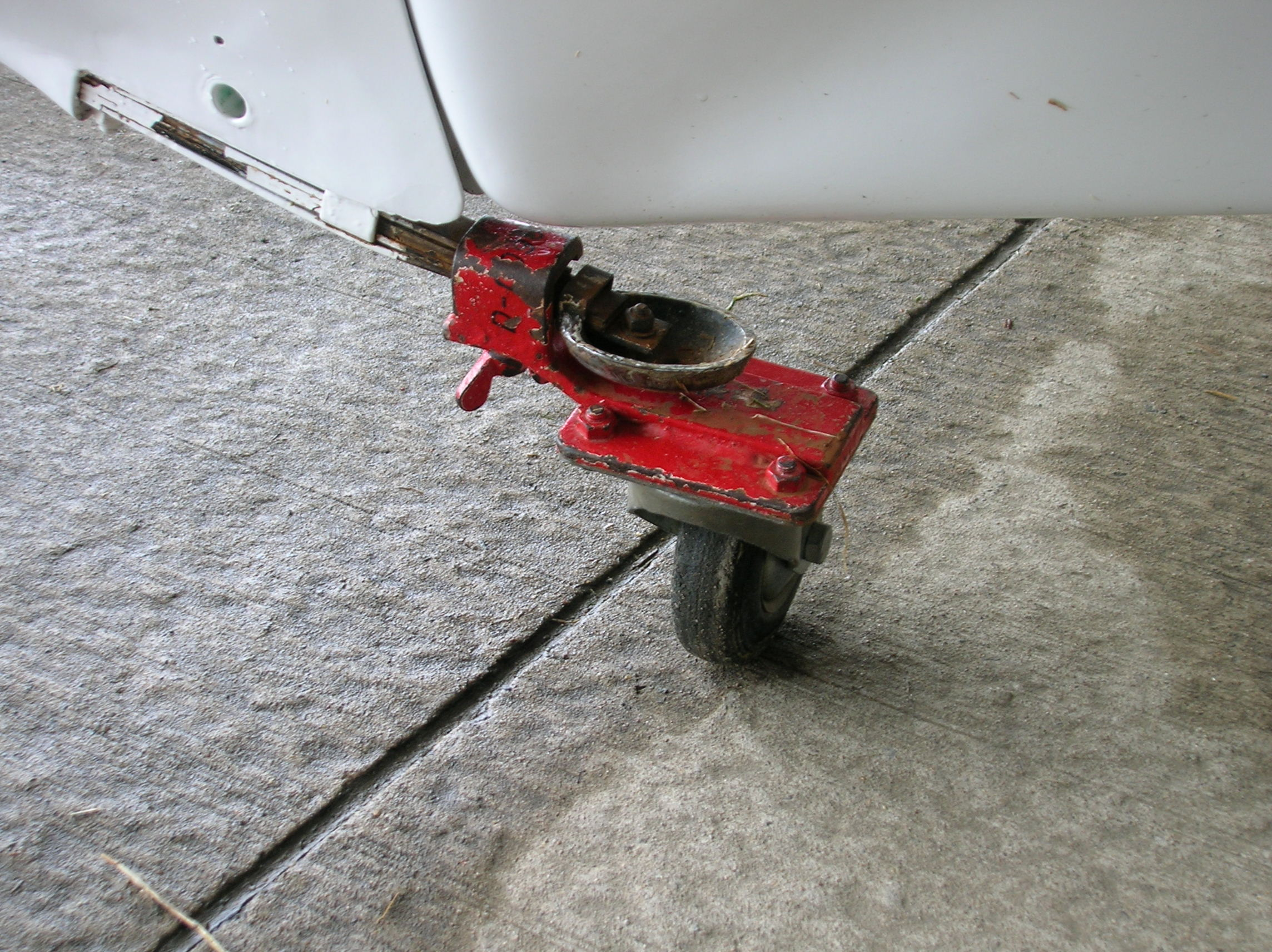
Am Sporn einer Schleicher Ka 6 verschraubtes Spornkuller

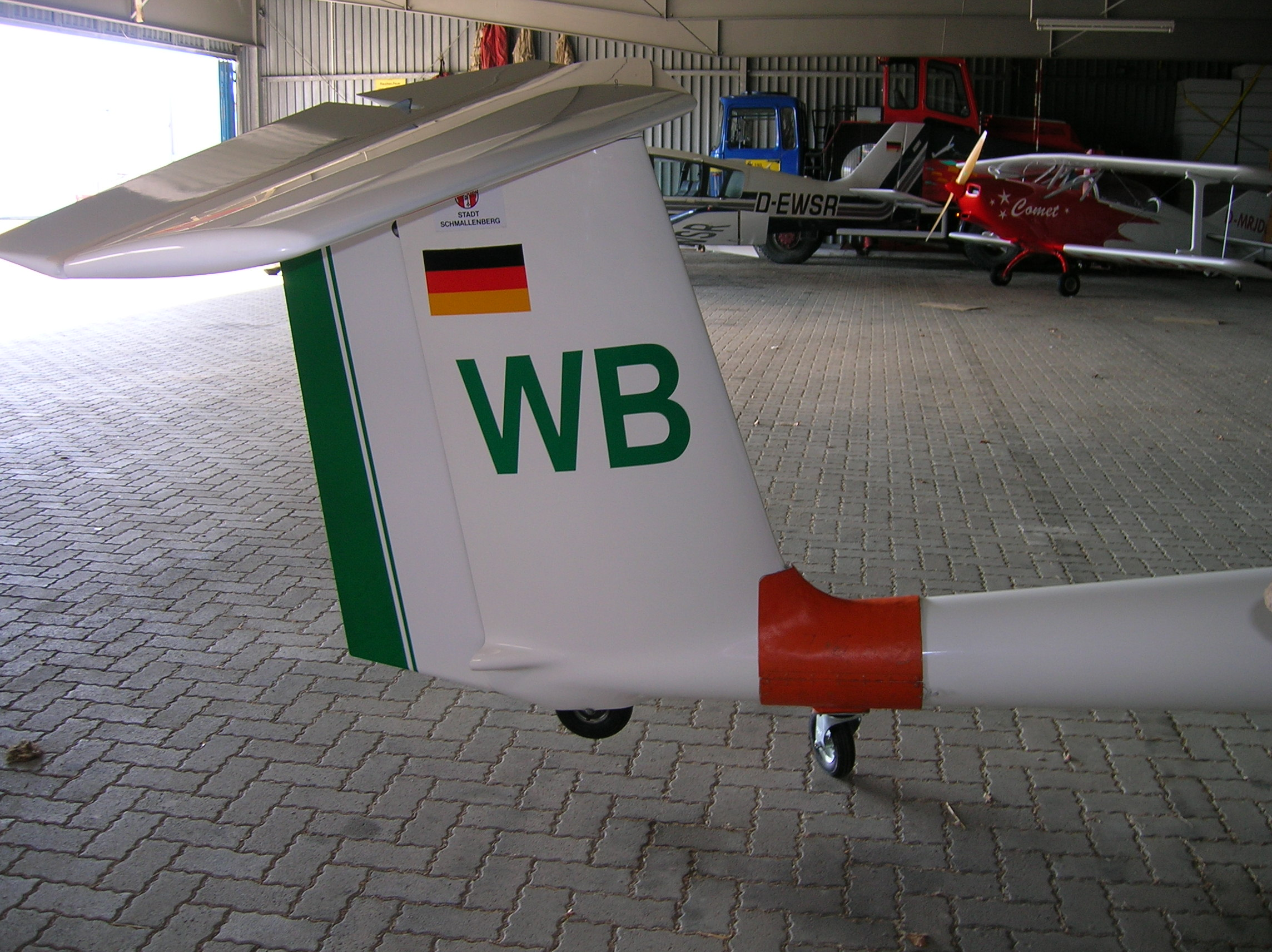
Spornkuller an einer ASK 21

Im Gegensatz zu vielen Motorflugzeugen besitzen die meisten moderneren Segelflugzeuge als Hauptfahrwerk nur ein einzelnes Rad im Rumpf, das am Heck durch einen Schleifsporn aus Metall oder ein kleineres ungelenktes Spornrad unterstützt wird. Segelflugzeuge sind deshalb am Boden nur schwer zu manövrieren, hierfür muss das Heck des Flugzeuges angehoben werden. Ältere Modelle wie die Schleicher K 8 besitzen dazu eigens am Heck angebrachte Handgriffe. Bei neueren Flugzeugen in Kunststoffbauweise ist dies nicht mehr ohne weiteres möglich, insbesondere weil die Hecklast in der Regel zu groß ist, um sie bei solchen Manövern dort von Hand zu heben. Daher werden im Bedarfsfall für den Rangier- oder Transportvorgang zusätzliche Räder oder Rollen montiert, um beim Rangieren am Boden bei engeren Kurvenradien Beschädigungen und Umstände zu vermeiden. Man greift hier vor allem auf eine Hilfskonstruktion, das Spornkuller (engl. tail dolly), zurück: Am Heck wird temporär ein rundum drehbares Rad angebracht. Dies geschieht in der Regel mittels einer gepolsterten GFK-Schale, die um den Rumpf und den unteren Teil der Seitenflosse geschnallt wird. Alternativ wird das Kuller mit einer Flügelschraube direkt am metallenen Sporn angeschraubt (Bild rechts) oder einfach von unten in eine entsprechende Aufnahmevorrichtung am Seitenleitwerk gesteckt (z. B. Astir).
Damit ist es möglich, das Flugzeug ohne großen Kraftaufwand auf der Stelle zu drehen. Außerdem kann das Kuller als Ansatzstelle für eine Schleppstange dienen, mit deren Hilfe das Flugzeug an einer handelsüblichen Anhängerkupplung angehängt und so mit dem PKW zur Startstelle bewegt werden kann.

### Gefahren
Sollte vor dem Start vergessen werden, das Kuller zu entfernen, kann es zu schweren Unfällen kommen: Da das zusätzliche Gewicht am Heck die Schwerpunktlage des Flugzeugs negativ beeinflusst, können veränderte Langsamflugeigenschaften bis hin zu Abkippen und Flachtrudeln auftreten, insbesondere weil der Pilot sich der veränderten Situation in der Regel nicht bewusst ist. Zudem ist die Gefahr des seitlichen Ausbrechens beim Anrollen erhöht. In Deutschland ist die Überprüfung des Kullers daher in der Segelflugbetriebsordnung als Teil des Startchecks vorgeschrieben.

## Hallenkuller
Um den in der Privatfliegerei meist begrenzten Platz in der Flugzeughalle möglichst gut ausnutzen zu können, werden die darin untergebrachten Flugzeuge meist nicht einfach nur nebeneinander geparkt, sondern ineinander verschachtelt. Dazu ist es oft nötig, ein Flugzeug diagonal oder seitwärts zur Längsachse zu bewegen.

### Segelflugzeuge

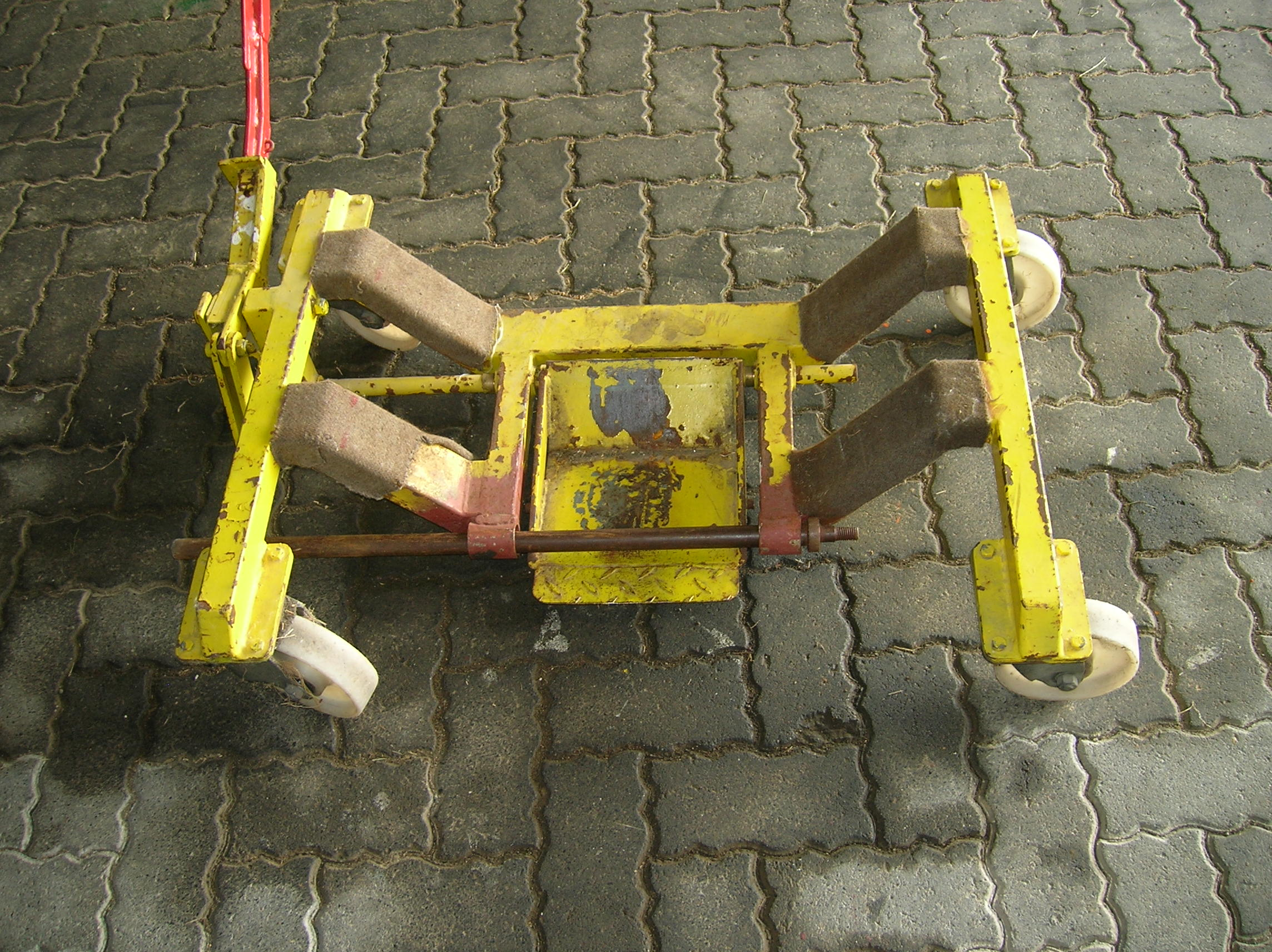
Hallenkuller für Doppelsitzer mit Hebelmechanismus

Bei Segelflugzeugen kann hier das Spornkuller um ein Hallenkuller ergänzt werden. Dieses besteht im einfachsten Fall aus einem rechteckigen Stück kräftigen Blechs, das an den Ecken mit rundum drehbaren Rollen versehen ist. In der Mitte des Blechs befindet sich eine Mulde, in die das Hauptrad gehoben wird. Da besonders bei doppelsitzigen Segelflugzeugen durchaus Gewichte von 400 kg überschritten werden, gibt es darüber hinaus eine Vielzahl von Kipp- und Hebelkonstruktionen, die es ermöglichen, das Flugzeug komfortabel auf das Kuller zu schieben oder zu heben.
Im Gegensatz zu Spornkullern werden solche Hallenkuller meist nicht vom Hersteller mitgeliefert und müssen daher in Eigenarbeit angefertigt oder separat erworben werden.

### Andere Flugzeuge

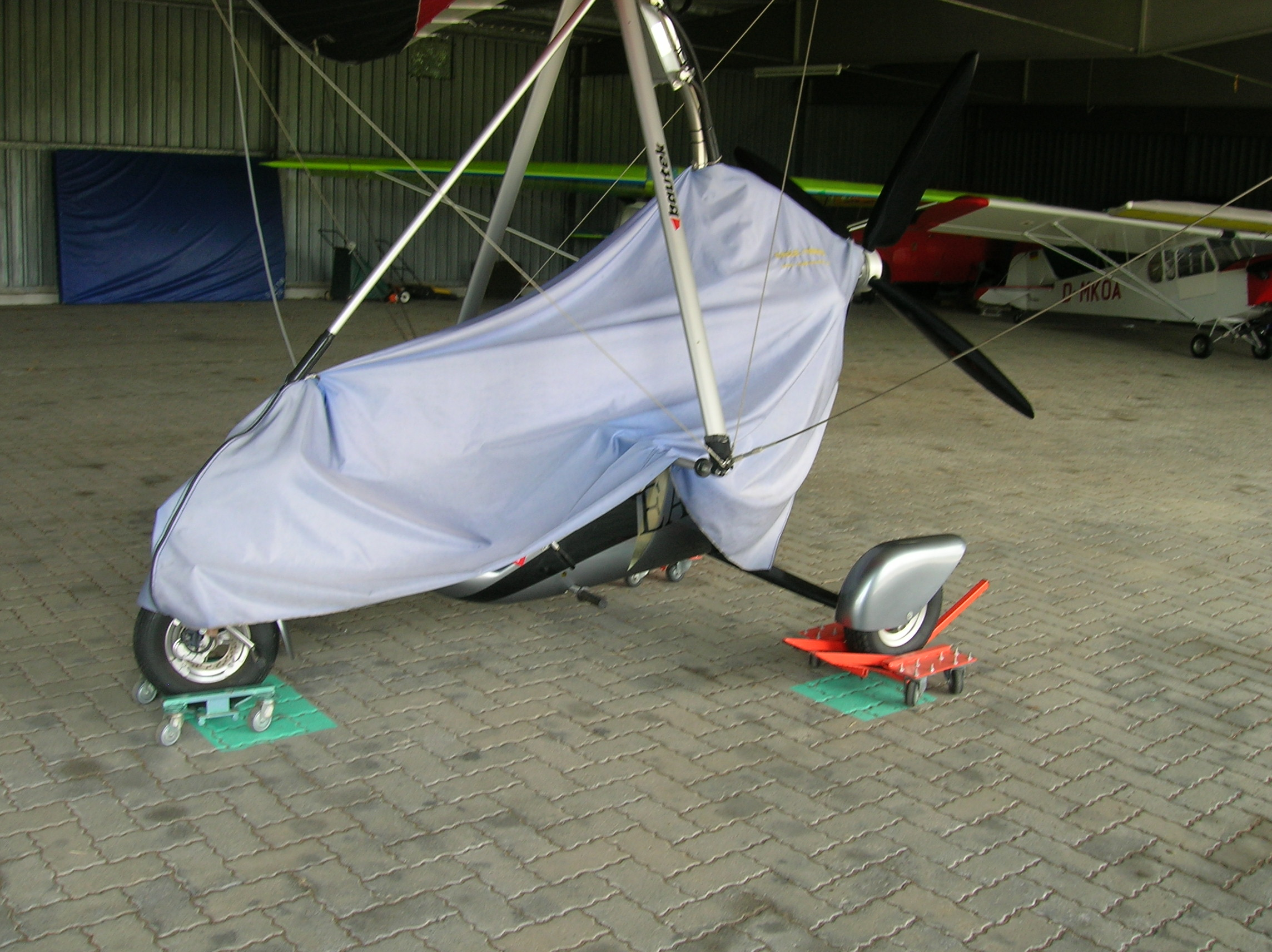
Trike auf einer Kombination aus drei einfachen Hallenkullern

Motorgetriebene Flugzeuge besitzen in der Regel ein lenkbares Sporn- oder Bugrad und eine geringere Flügelspannweite, was die Rangierbarkeit im Hangar im Vergleich zu Segelflugzeugen deutlich verbessert. Aber auch hier werden gelegentlich Kuller eingesetzt. Dabei wird entweder jedes einzelne Rad auf ein eigenes Kuller gehoben, oder man verwendet eine verstrebte Metallkonstruktion, die das gesamte Flugzeug aufnehmen kann.